# Waller Taylor
Waller Taylor (Lunenburg megye, 1775 – Lunenburg, 1826. augusztus 26.) az Amerikai Egyesült Államok Indiana államának szenátora.